# Lithothèque

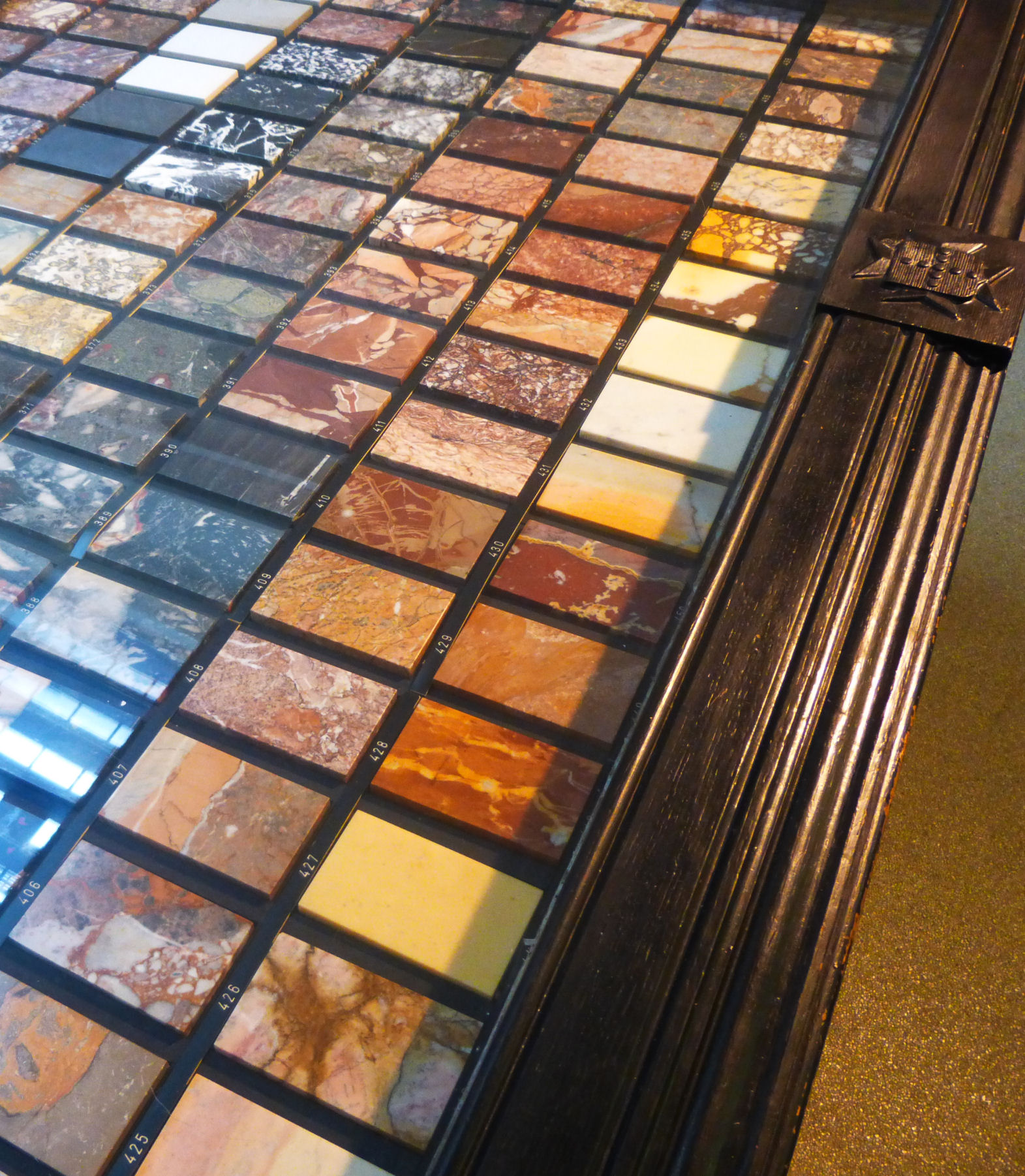
Lithothèque d'Emile de Meester de Ravestein (1812-1889). Musées royaux d'Art et d'Histoire de Belgique, Bruxelles.

Une lithothèque est une collection d'échantillons de roches et de minéraux. Les laboratoires de géologie ont une lithothèque destinée aux études pétrologiques et géochimiques, divers musées à des fins pédagogiques et des collectionneurs privés à des fins esthétiques.

## Quelques lithothèques
- Bruxelles : Institut des Sciences naturelles[2].
- Bruxelles : cinquantenaire, Lithoteque d'Emile de Meester de Ravestein.
- Laboratoire Magmas et volcans[3].
- Paris : lithotheque-marine[4].